# Dean Jones
Ne doit pas être confondu avec Dan Jones.
Pour les articles homonymes, voir Jones.
Dean Carroll Jones, dit Dean Jones, né le 25 janvier 1931 à Decatur, en Alabama, aux (États-Unis), et mort le 1er septembre 2015 à Los Angeles, en Californie, aux (États-Unis), est un acteur et chanteur américain,,,,.

## Biographie

### Débuts
Dean Jones est né le 25 janvier 1931 à Decatur, en Alabama, aux (États-Unis).

### Famille
Dean Jones est le fils d'Andrew Guy Jones (1901-1979), un travailleur de la construction itinérant, et de son épouse Nolia Elizabeth Wilhite (1902-1977).
Encore étudiant à l'école secondaire Riverside High School de Decatur, Dean Jones a créé sa propre émission de radio locale Dean Jones Sings.
Il a servi dans la United States Navy pendant la guerre de Corée, et de retour à la vie civile a travaillé dans le parc à thèmes Knott's Berry Farm, situé à Buena Park en Californie.
Il a fréquenté l'Université Asbury à Wilmore dans le Kentucky. Il n'a pas obtenu son diplôme, mais l'université en 2002 lui a décerné un titre académique de recherche honorifique.

### Carrière
Après avoir joué des rôles mineurs au cinéma et à la télévision, Jones fait ses débuts à Broadway en 1960, dans There Was a Little Girl adapté par Joshua Logan. En 1960, il a également joué Dave Manning dans la comédie de Broadway Under the Yum-Yum Tree sous la direction de Joseph Anthony, le personnage qu'il retrouvera dans la version cinématographique Oui ou non avant le mariage ? de 1963, avec Jack Lemmon.
Après son succès au cinéma et à la télévision, Jones devait revenir à Broadway en 1970 en tant que vedette de la compagnie musicale Company de Stephen Sondheim. Peu de temps après le début des représentations, Jones se retira du spectacle en raison des procédures de divorce en cours. Le metteur en scène Harold Prince a accepté de le remplacer par Larry Kert si Jones enregistrait l'album du spectacle. Jones a accepté, et sa performance est conservée sur l'album original (bien que ce soit Kert qui ait reçu la nomination pour le Tony Award du meilleur acteur dans une comédie musicale). Mark Arnold indique qu'après le film 3 Étoiles, 36 Chandelles (1972), il se convertit au Christianisme en 1973 et fait une pause cinématographique avant de revenir pour Un candidat au poil (1976) et La Coccinelle à Monte-Carlo (1977), des films de Walt Disney Productions.
En 1998, Jones a fondé le Christian Rescue Committee (CRC), une organisation qui aide les victimes de persécutions religieuses.
Il est surtout connu pour avoir joué dans des rôles principaux dans plusieurs films de Disney, dont la saga de La Coccinelle.

### Mort
Dean Jones est décédé le 1er septembre 2015 à Los Angeles en Californie, aux (États-Unis), des suites de complications de la maladie de Parkinson.

## Filmographie

### Cinéma
- 1956 : Marqué par la haine (Somebody Up There Likes Me) de Robert Wise : un détective privé dans la tente de Rocky sur la base militaire
- 1956 : Passé perdu (These Wilder Years) de Roy Rowland : un employé de bureau
- 1956 : Thé et Sympathie (Tea and Sympathy) de Vincente Minnelli : Ollie, le joueur de tennis
- 1956 : The Opposite Sex de David Miller : l'assistant du régisseur
- 1956 : Le Supplice des aveux (The Rack) de Arnold Laven : un lieutenant
- 1956 : The Great American Pastime (en) d'Herman Hoffman : Buck Rivers
- 1956 : Calomnie (Slander) de Roy Rowland : le présentateur des infos
- 1957 : Dix mille chambres à coucher (Ten Thousand Bedrooms) de Richard Thorpe : Dan
- 1957 : La Femme modèle (Designing Woman) de Vincente Minnelli : l'assistant du régisseur à Boston
- 1957 : Femmes coupables (Until They Sail) de Robert Wise : le lieutenant de la Marine américaine
- 1957 : Le Rock du bagne (Jailhouse Rock) de Richard Thorpe : Teddy Talbot
- 1958 : Handle with Care (en) de David Friedkin : Zachary Davis
- 1958 : Le Général casse-cou (Imitation General) de George Marshall : Caporal Terry Sellers
- 1958 : La Dernière Torpille (Torpedo Run) de Joseph Pevney : Lieutenant Jake 'Fuzz' Foley
- 1959 : Le Grand Damier (Night of the Quarter Moon) de Hugo Haas : Lexington Nelson
- 1959 : La Proie des vautours (Never So Few) de John Sturges : Sergent Jim Norby
- 1963 : Oui ou non avant le mariage ? (Under the Yum Yum Tree) de David Swift : Dave Manning
- 1964 : Les nouveaux internes (en) (The New Interns) de John Rich : Docteur Lew Worship
- 1965 : Two on a Guillotine (en) de William Conrad : Val Henderson
- 1965 : L'Espion aux pattes de velours (That Darn Cat!) : Agent Zeke Kelso (Mr. Kelso)
- 1966 : Quatre Bassets pour un danois (The Ugly Dachshund) : Mark Garrison
- 1966 : Chaque mercredi (Any Wednesday) de Robert Ellis Miller : Cass Henderson
- 1967 : Rentrez chez vous, les singes ! (Monkeys, Go Home !) d'Andrew V. McLaglen : Hank Dussard
- 1968 : The Mickey Mouse Anniversary Show : le Narrateur
- 1968 : Le Fantôme de Barbe-Noire (Blackbeard's Ghost) de Robert Stevenson : Steve Walker
- 1968 : Le Cheval aux sabots d'or (The Horse in the Gray Flannel Suit) de Norman Tokar : Fredrick Bolton
- 1968 : Un amour de Coccinelle (The Love Bug) de Robert Stevenson : Jim Douglas / le hippie avec les lunettes
- 1971 : La Cane aux œufs d'or (Million Dollar Duck) de Vincent McEveety : Professeur Albert Dooley
- 1972 : 3 Étoiles, 36 Chandelles (Snowball Express) de Norman Tokar : Johnny Baxter
- 1973 : Mister Superinvisible (L'Inafferrabile invincibile Mr. Invisibile) d'Antonio Margheriti : Peter Denwell
- 1973 : Guess Who's Been Sleeping in My Bed? (TV) : George Gregory
- 1976 : Un candidat au poil (The Shaggy D.A.) de Robert Stevenson : Wilby Daniels / Elwood, le chien
- 1977 : La Coccinelle à Monte-Carlo (Herbie Goes to Monte Carlo) de Vincent McEveety : Jim Douglas
- 1978 : Born Again (en) d'Irving Rapper : Charles Colson
- 1986 : St. John in Exile : St. John
- 1991 : Larry le liquidateur (Other People's Money) de Norman Jewison : Bill Coles
- 1992 : Beethoven de Brian Levant : Docteur Herman Varnick
- 1994 : Danger immédiat (Clear and Present Danger) de Phillip Noyce : le juge Moore
- 1994 : The Visual Bible: Acts (video) de Regardt van den Bergh : Luc
- 1996 : A spasso nel tempo (it) de Carlo Vanzina : Professeur Mortimer / Joe
- 1997 : Le Nouvel Espion aux pattes de velours (That Darn Cat) de Bob Spiers : M. Flint
- 1998 : Batman et Mr. Freeze : Subzero (vidéo) de Boyd Kirkland (en) : Dean Arbagast (voix)
- 2008 : You Know the Face (documentaire)

### Télévision
- 1961 : Bonanza (série TV) saison 3, épisode 8 (L'amitié (The frienship)) : Danny Kid
- 1962 : Ensign O'Toole (série TV) : Enseigne de Marine O'Toole
- 1969 : What's It All About, World? (série TV) : Host (1969)
- 1971 : The Chicago Teddy Bears (en) (série TV) : Linc McCray
- 1972 : The Great Man's Whiskers (TV) : James E. Cooper
- 1977 : Once Upon a Brothers Grimm (en) (téléfilm) de Norman Campbell : Jakob Grimm
- 1978 : Suspect d'office (When Every Day Was the Fourth of July) (téléfilm) de Dan Curtis : Ed Cooper
- 1980 : The Long Days of Summer (téléfilm) de Dan Curtis : Ed Cooper
- 1982 : Kraft Salutes Walt Disney World's 10th Anniversary (TV) : Mr. Lane
- 1982 : Herbie, the Love Bug (série TV) : Jim Douglas
- 1984 : Arabesque (TV) : un avocat
- 1989 : Vol 191 en péril (en) (Fire and Rain) (TV) de Jerry Jameson : Jack Ayers
- 1992 : L'Aventure hawaïenne (en) (Saved by the Bell: Hawaiian Style) (téléfilm) de Don Barnhart : Harry Bannister
- 1994 : Beethoven (série TV) : George Newton (voix)
- 1995 : Un cerveau artificiel (TV) : Dean Webster Carlson
- 1996 : The Real Adventures of Jonny Quest (série TV) : Dr Karel (voix)
- 1996 : Special Report: Journey to Mars (TV) : Dr Scott Berlin
- 1997 : Un nouveau départ pour la Coccinelle (The Love Bug) (téléfilm) de Peyton Reed : Jim Douglas
- 2001 : Scrooge and Marley (téléfilm) : Ebenezer Scrooge
- 2007 : Lavinia's Heist (téléfilm)

## Voix françaises

### En France
- Dominique Paturel (*1931 - 2022) dans :
  - L'Espion aux pattes de velours (1965)
  - Quatre Bassets pour un danois (1966)
  - Le Fantôme de Barbe-Noire (1968)
  - Un amour de Coccinelle (1969)
  - La Cane aux œufs d'or (1971)
  - 3 Étoiles, 36 Chandelles (1972)
  - La Coccinelle à Monte-Carlo (1977)

- Bernard Tiphaine (*1938 - 2021) dans :
  - Beethoven (1994) (série d'animation, voix)
  - Le Nouvel Espion aux pattes de velours (1997)

Mais aussi :
- Roland Ménard (*1923 - 2016) dans Le Rock du bagne (1957)
- Jacques Toja (*1929 - 1996) dans Le Général casse-cou (1958)
- Philippe Mareuil (*1926 - 2016) dans La Proie des vautours (1959)
- Bernard Woringer (*1931 - 2014) dans Oui ou non avant le mariage ? (1963)
- Michel Paulin dans Larry le liquidateur (1991)
- Hervé Bellon dans Beethoven (1992)
- Michel Le Royer (*1932 - 2022) dans Danger immédiat (1994)
- Gilles Guillot (*1935 - 2013) dans Batman et Mr. Freeze : Subzero (1998)